# 북런던 더비
북런던 더비는 북런던 더비는 잉글랜드 런던 북부의 축구팀들인 토트넘 홋스퍼 FC와 아스널 FC 사이의 지역 더비 경기이다. 토트넘 홋스퍼는 토트넘 홋스퍼 스타디움, 아스널은 에미레이츠 스타디움에서 홈경기를 치른다.

## 역사
북런던 더비는 잉글랜드 런던 북부의 축구팀들인 아스날 FC와 토트넘 핫스퍼 FC가 벌이는 더비 매치를 일컫는다. 양팀의 경기는 1909년 12월에 있었지만, 이때부터 양팀이 라이벌 의식을 가지고 더비 매치를 한 것은 아니며, 1913년 아스날이 토트넘 옆으로 이사오면서 지역 더비로서의 경기가 성사되었다. 단순한 지역 라이벌이었던 이 두 팀은 1차 세계 대전 이후 잉글랜드의 1부 리그가 개편되는 과정에서 승격 스캔들이 일어나면서 철천지 원수지간이 되어 현재 프리미어리그에서 노스웨스트 더비와 함께 손꼽히는 더비 매치가 되었다.

## 경기장
| 아스널                 | · 아스널토트넘 홋스퍼북런던 더비(잉글랜드) | 토트넘 홋스퍼          |
| ---------------------- | ------------------------------------------ | ---------------------- |
| 에미레이트 스타디움    | · 아스널토트넘 홋스퍼북런던 더비(잉글랜드) | 토트넘 홋스퍼 스타디움 |
| 수용 인원: 약 60,704명 | · 아스널토트넘 홋스퍼북런던 더비(잉글랜드) | 수용 인원: 약 62,850명 |
|                        | · 아스널토트넘 홋스퍼북런던 더비(잉글랜드) |                        |

## 같이 보기
- 런던 더비
- 토트넘 홋스퍼 FC
- 아스널 FC